# Aeolos Kenteris
Ne doit pas être confondu avec Aeolos Kenteris 1.
L’Aeolos Kenteris est un navire à grande vitesse de la compagnie grecque Nel Lines. Il a été construit par les chantiers Alstom Leroux Naval (Lorient) en 2001.
Il peut transporter un 1 742 de passagers et 442 voitures à une vitesse 40 nœuds.